# Resolução 105 do Conselho de Segurança das Nações Unidas
Resolução 105 do Conselho de Segurança das Nações Unidas, foi aprovada em 28 de julho de 1954, depois de constatar com pesar a morte do juiz Sir Benegal Narsing Rau, um juiz do Tribunal Internacional de Justiça, o Conselho decidiu que a eleição para preencher a vaga terá lugar durante a nona sessão da Assembleia Geral, e que a eleição ocorreria após a eleição ordinária, a ser realizada na mesma sessão para preencher outras cinco vagas que surgiram em 5 de fevereiro de 1955.
Foi aprovada sem votação.